# James Megellas
James Megellas (Fond du Lac (Wisconsin), 11 maart 1917 – Colleyville (Texas), 2 april 2020) was een Amerikaans militair tijdens de Tweede Wereldoorlog. Hij was in 1944 betrokken bij de Operatie Market Garden.

## Biografie

### Jeugd
De ouders van Jim Megellas waren Griekse immigranten die twee jaar voor zijn geboorte naar de Verenigde Staten trokken. Hij verdiende zijn zakgeld door ijsblokjes te bezorgen, achter de bar te staan en post rond te brengen. Later ging Megellas (door vrienden ook wel 'Maggie' genoemd) naar het Ripon College waar hij training kreeg in het programma "Reserve Officers' Training Corps".

### 1942
Na Ripon College ging hij in het Amerikaanse leger. Als vrijwilliger meldde hij zich aan als paratroeper en werd hij naar Italië uitgestuurd waar hij deel uitmaakte van de 82nd Airborne Division. Bij Venafro raakte hij gewond en kwam in het hospitaal terecht.

### 1943-1945
Als in 1943 het merendeel van de 82nd Airborne Division zich in Engeland gaat voorbereiden op de landingen in Normandië, blijft hij op verzoek van bevelhebber luitenant-generaal Mark Clark achter bij het 504e PIR van de 82nde Airborne Division en doet op 22 januari 1944 mee aan de Landing bij Anzio, waar zo velen sneuvelen dat het 504e PIR niet meedoet aan D-Day. In september 1944 wordt Operatie Market Garden uitgevoerd. Zijn vliegtuig wordt al beschoten voordat hij wordt gedropt. Gelukkig komt hij in een tuin van een Nederlands gezin terecht. Ook wordt hij beschoten als zijn twee compagnieën in kleine canvas bootjes de Waal bij Nijmegen oversteken. Meer dan de helft van hen sneuvelen. Daarna valt hij een Duitse observatiepost aan. Voor zijn acties in Market Garden heeft hij het Distinguished Service Cross gekregen.
In december 1944 is hij bij de Slag om de Ardennen betrokken. Op 28 januari 1945 verrast zijn peloton ongeveer 200 Duitse soldaten bij Herresbach in België en neemt hen gevangen. Daarna worden ze zelf verrast door een Duitse Panther tank, die hij met een granaat onschadelijk maakt. Daarna klimt hij op de tank en gooit nog een granaat naar binnen. Vervolgens nemen ze de stad in zonder dat een van zijn manschappen gewond raakt of sneuvelt. Hiervoor krijgt hij de Silver Star.

### Na de oorlog
In 1946 mag hij met zijn manschappen in New York deelnemen aan de "Victory Parade" op 5th Avenue waarna hij de dienst verlaat. Hij begint een eigen zaak en wordt voorzitter van de gemeenteraad. In 1960 biedt president Kennedy hem een baan aan bij zijn kabinet. Ook wordt hij door Kennedy benoemd tot ambassadeur, en wordt hij directeur van de US Agency for International Development (USAID).
De voormalige luitenant-kolonel Megellas woonde in Texas. Zijn herinneringen heeft hij beschreven in "All the Way to Berlin: A Paratrooper at War in Europe". In 2005 wordt het in het Nederlands uitgegeven en tijdens de herdenking in Grave gepresenteerd. In januari 2008 neemt hij een paar duizend exemplaren mee naar Afghanistan waar hij ze uitdeelt aan de Amerikaanse en Nederlandse troepen om hen hiermee een hart onder de riem te steken. In 2007 bezocht hij Afghanistan weer, ditmaal tijdens de kerstdagen.
Pas nadat hij er een boek over had geschreven kon hij het opbrengen weer naar Nederland te komen. Sindsdien heeft hij Nederland meermalen bezocht. Hij was ook aanwezig op het Binnenhof op 29 mei 2009 om de uitreiking van de Militaire Willems-Orde aan Marco Kroon bij te wonen. In september 2009 was hij wederom in Nederland om Operatie Market Garden te herdenken.
James Megellas kwam in november 2014 opnieuw in het nieuws; hij werd veel te laat uitgenodigd voor de uitreikingsceremonie van de Willemsorde aan majoor Gijs Tuinman en kennelijk werd hem ook meegedeeld dat hij de kosten voor een rolstoel zelf diende te betalen. Hij overleed in 2020 op 103-jarige leeftijd in zijn woning in Texas.

## Onderscheidingen
- Distinguished Service Cross[3][4]
- Presidential Unit Citation
- 2x Silver Star[3][4]
- 2x Bronze Star[3]
- 2x Purple Heart[3]
- Belgium Fourragère
- 6 herinneringsmedailles
- Master Parachutist
- American Defense Service Medal
- Amerikaanse Campagne Medaille
- Europa-Afrika-Midden Oosten Campagne Medaille
- World War II Victory Medal
- Bezettingsmedaille voor het Leger
- Medaille voor Nationale Verdediging
- Armed Forces Reserve Medal